# ケイ・ティ・ティ
株式会社ケイ・ティ・ティは、東京都品川区に本社を置く警備会社である。社名はKindness・Trust・Teamworkの頭文字を合わせ、KTTとされている。